# 吳宗穎
吳宗穎（Chung-Ying Wu，Steven Wu，1972年12月28日—)，臺灣建築設計師。英國東倫敦大學（University of East London，簡稱UEL）建築碩士、英國AA建築聯盟。紅點文旅建築設計師、審計新村審計368新創聚落執行長，並於2020年獲Masion&Objet美奧邀請擔任美學大使。

## 獲獎紀錄
- 2014年SDA台灣設計BEST 100
- 2014年台灣室內設計大獎TID Award商業空間類
- 2015年TripAdvisor traveler Choice前25大熱門飯店｜卓越獎
- 2015年LaVie百大風格旅店｜文創設計類旅店
- 2015年LaVie票選No.1 2015金點設計大獎空間類
- 2015年金炬獎年度創新獎｜傑出企業管理人
- 2015年BOOKING.COM Award Winner
- 2016年TripAdvisor卓越獎
- 2016年Agoda金環獎(Gold Circle Awards)
- 2018年GQ年度風格創業家

## 相關報導
- 商業週刊一個門外漢 蓋出全球最好玩旅店
- TVBS方念華專訪「看板人物」
- ETtoday27米溜滑梯背後的故事吳宗穎：最潮旅店要影響街區
- 英國Daily Express全球最好玩飯店
- 英國Daily Mail溜滑梯令人驚艷
- 美國哈芬登郵報酒店30米巨型溜滑梯
- 米蘭UR DESIGN台灣紅點文旅
- Ta台灣建築雜誌設計報導
- 英國BBCSliding Fun
- 法國ELLE設計報導 優雅的滑行
- 西班牙Diseno Interior室內設計年鑑封面
- 中時電子報發現好設計 M＆O大使推動生活美學